# Hermann Heim
Hermann Heim (* 5. November 1846 in Werschitz; † 29. Juni 1919 in Wien) war ein Wiener Unternehmer während der k.u.k. Doppelmonarchie der den Ofenhersteller H. Heim leitete. Die Hauptniederlage war am Kohlmarkt 7 im 1. Bezirk Innere Stadt.

## Geschichte

Werbung von H. Heim (1890)

Werbung von H. Heim (1903)

Er kam von Werschitz nach Wien. 1872 wurde die Fabrik für die Herstellung von ausschließlich autorisierten Meidinger-Öfen und Hausgeräte für die Ofenindustrie Österreichs in Oberdöbling gegründet. Durch die Einführung des Meidinger-Regulier-, Füll- und Ventilationsofens mit emailliertem Mantel verdrängte er nicht nur die bis dahin gebräuchlichen Eisenöfen aus den besseren Wohnräumen, sondern machte auch den Tonöfen infolge der großen Überlegenheit betreffs Kohlenersparnis, Gleichmäßigkeit und Regulierbarkeit der Wärme erfolgreich Konkurrenz. Um den verschiedenartigen Bedürfnissen entsprechen zu können, schritt die Fabrik bald zur Ausführung von Spezialkonstruktionen. Ihr Ofen zur Beheizung mehrerer Zimmer erwarb sich bald große Beliebtheit und ihre patentierten rauchverzehrenden Kamine wurden wegen ihrer reichlichen, raschen und dabei regulierbaren Wärmeabgabe in eleganten Wohnungen gerne verwendet.
Für Schulen, Versammlungsräume, Krankensäle usw. lieferte Heim den Ofen mit Ventilationssockel, der es ermöglichte, unter Vermeidung jeder Zugerscheinung diesen Räumen die erforderliche Frischluft ausreichend erwärmt zuzuführen. Jede kleine Dorfschule verfügte durch diesen Ofen über gut ventilierte Schulzimmer.
Eine besondere Konstruktion wurde für Waggonheizungen in Ausführung gebracht, die sowohl bei Sanitätszügen des k.u.k. Heeres, wie von Eisenbahnen überhaupt erfolgreich verwendet wurden.
Da die Wahl des zweckmäßigsten Ofens für den Nichtspezialisten Schwierigkeiten bereitete, machte die Fabrik auf Grund eingesandter Planskizzen von Wohnungen oder ganzen Gebäuden den Reflektanten kostenfrei ihre Vorschläge.
Die Tätigkeit der Fabrik umfasste mit gleichem Erfolg alle Gebiete der Heizung und Ventilation. Sie führte Feuerluft-, Dampf-, Wasserheizungen und Schnellumlauf-Warmwasserheizungen mit rauchfreien Feuerungsanlagen nach ihren Patenten aus sowie Gewächshausheizungen, Ventilationsanlagen und Trockenanlagen für jede Art. Produziert wurden auch die sogenannten Vestaöfen.
Das Unternehmen wurde sehr erfolgreich in seinem Gebiet. Es war mit k.k. österreichischen und k. ungarischen Privilegien geschützt und die Produkte wurden mit ersten Preisen auf vielen Ausstellungen prämiert. Neben der Hauptniederlassung in Wien wurden Filialen im Thonethof in Budapest und an der Hybernergasse 7 in Prag eröffnet. Kunden waren nicht nur das gehobene Bürgertum und der Adel, sondern auch der kaiserliche Hof. Für die Verdienste und auf Grund der qualitätsvollen Produkte wurde Hermann Heim der Titel eines k.u.k. Hoflieferanten verliehen und er wurde mit dem "Signum Laudis" ausgezeichnet.
Laut Eigenwerbung waren 1903 über 75.000 Öfen in Verwendung, davon waren in Ämtern, Reichsanstalten und Behörden um die 2.761, in Unterrichtsanstalten 8.407, bei Krankenhäusern und Humanitätsanstalten 2.585, in Kasernen und militärischen Instituten 2.976 Öfen von Heim installiert.
Hermann Heim verstarb nach kurzer Krankheit im Alter von 74 Jahren und wurden auf dem Helenenfriedhof in Baden bei Wien bestattet. Er war mit Sophie Schmitt verheiratet und hatte zwei Kinder, Hedwig und Felix.